# Daihatsu Max
El Daihatsu Max (ダイハツ・マックス, Daihatsu Makkusu) fou un automòbil lleuger o kei car produït pel fabricant d'automòbils japonés Daihatsu entre els anys 2001 i 2005. Concebut com una berlina kei superior al Daihatsu Mira, fou el reemplaçament no oficial del Daihatsu Opti.

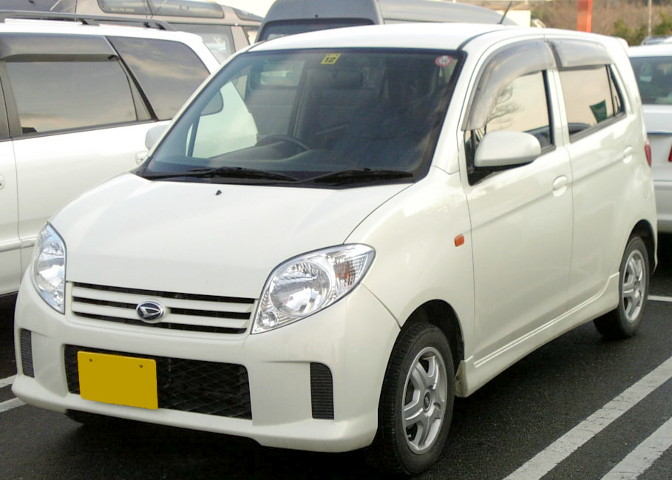
Max (2003-2005)

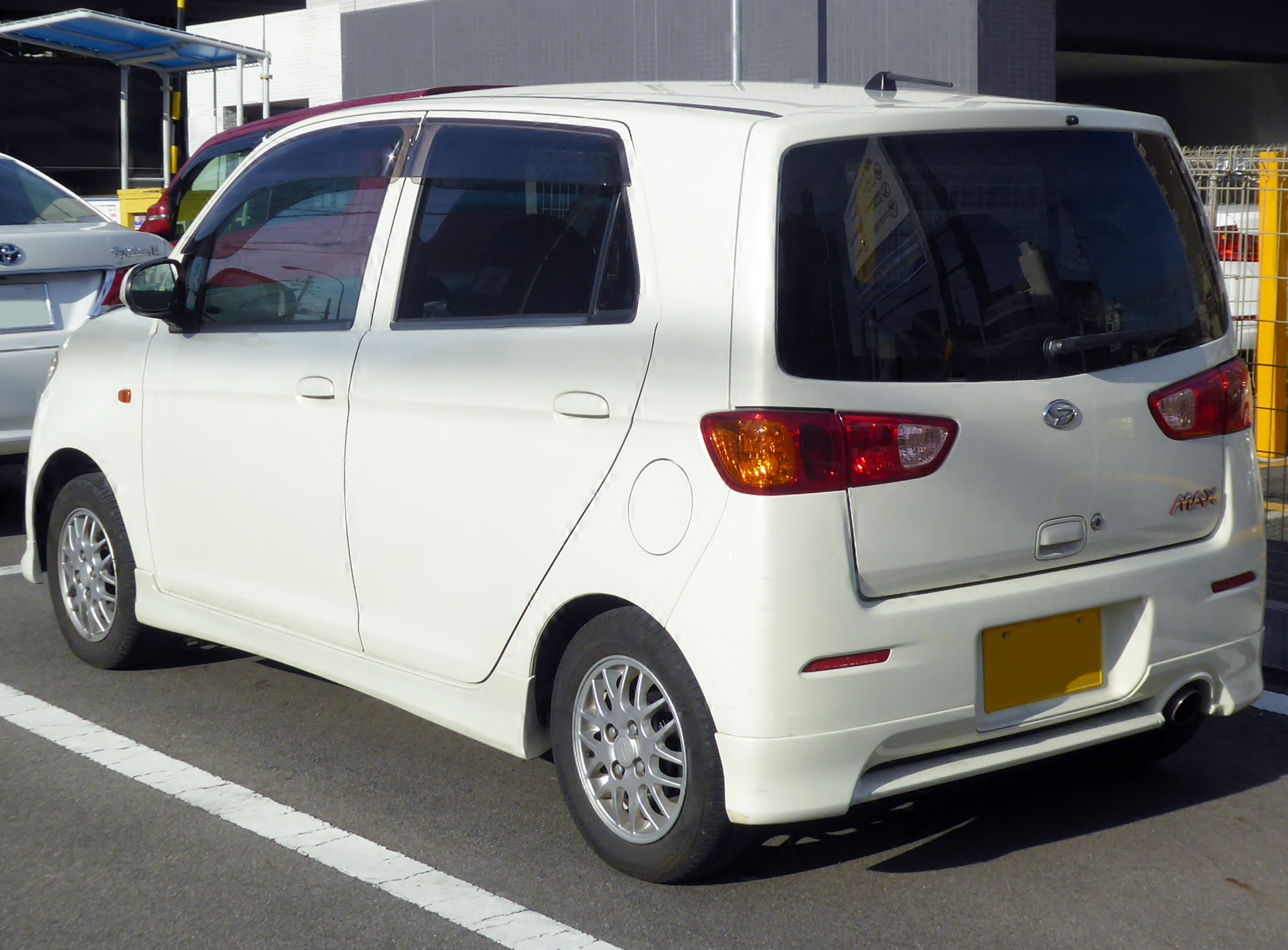
Max X Limited (2001-2003)

Fou llançat al mercat com a berlina superior situada a la gama Daihatsu entre el familiar Move i la berlina clàssica Mira. El Max compartia plataforma amb la segona generació del Move. Sorgit tres anys després de la darrera reforma legal dels kei car, el Max fou presentat com un model ruter i esportiu premium. Destacà pel seu rendiment aerodinàmic, per la seua tracció Cyber-4WD i el seu motor de quatre cilindres en línia amb turbocompressor. Les unitats amb transmissió automàtica equipaven uns comandaments especials al panell d'instruments. De caràcter premium i esportiu, l'objectiu principal de vendes eren els jóvens i el seu ús personal.
Tots els motors que equipava el Max eren DOHC de 659 centímetres cúbics. Hi havia tres: un motor tricilíndric atmosfèric de 58 cavalls, un tricilíndric amb turbocompressor i 64 cavalls i finalment un motor de quatre cilindres en línia amb turbocompressor i 64 cavalls de potència. També hi havien tres tipus de transmissions possibles: una transmissió manual de cinc velocitats, una transmissió automàtica de quatre i una caixa CVT. El grau d'equipament més alt, l'"RS" duia un sistema LSD a l'eix davanter i les unitats amb tracció total equipen un sistema automàtic anomenat "Cyber 4WD". Totes les unitats equipaven direcció assistida de sèrie.
El novembre de 2005 s'aturà la producció del Max i només un mes després ho va fer la seua comercialització. Durant tots els anys de producció del model, es van fabricar unes 127.470 unitats del Max. El seu successor no arribaria fins al juny de 2006, quan començà la comercialització del Daihatsu Sonica.